# رومن نومار
رومن نومار (انگلیسی: Ramón Nomar؛ زاده ۹ ژانویهٔ ۱۹۷۴) بازیگر پورنوگرافی اهل ونزوئلا است.